# Mardistan

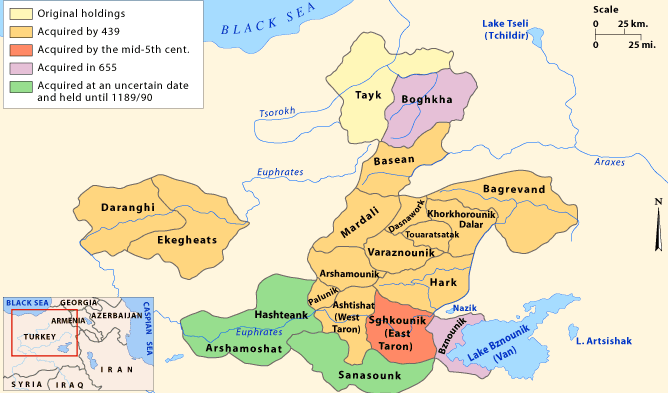
Mappa mostrante la regione dei Mardi e l'espansione della casata dei Mamikonian

Il distretto di Mardistan, nell'Armenia storica, corrisponde ad Artaz, a ovest dell'odierna Maku, nell'Azerbaijan iraniano.  Il distretto di Mardali (Mardaghi) doveva essere situato a sud di Erzurum, a nord delle sorgenti del Bingöl. I Mardi di questa parte della regione furono evidentemente immigranti del sud, secondo Adontz.